# Benjamin Christoph Gimmerthal
Ernst Benjamin Christoph Gimmerthal (* 10. Oktober 1769 in Clingen; † 3. April 1837 in Greußen) war ein deutscher evangelischer Geistlicher.

## Leben
Benjamin Christoph Gimmerthal war der Sohn von Wilhelm Immanuel Christoph Gimmerthal (1740–1814), Kantor und Schullehrer in Clingen, der später Prediger in Jecha bei Sondershausen wurde, und seiner ersten Ehefrau Christiana Magdalena Wilhelmina geb. Herr (* 1741), die bei seiner Geburt starb. Er wuchs im Haus seiner Großmutter Johanna Elisabetha Herr und einer Tante auf. Ein jüngerer Halbbruder war der Lehrer und Zeitungsredakteur August Gimmerthal.
Er besuchte von 1787 bis 1787 die Knabenschule in Clingen und kam 1781 zwölfjährig in die Stadtschule in Greußen. 1787 begann er ein Theologiestudium an der Universität Jena und hörte Vorlesungen bei Johann Christoph Döderlein, Johann Gottfried Eichhorn, Johann Jakob Griesbach, Johann August Heinrich Ulrich und Christian Gottfried Schütz. 1789 ging er an die Universität Göttingen, um seine Kenntnisse zu vertiefen, und hörte dort Vorlesungen bei Heinrich Ludwig Planck, Georg Christoph Lichtenberg und Christian Gottlob Heyne. Nach Beendigung der akademischen Studien kehrte er nach Clingen zurück und wurde, nach bestandenem Examen, als Kandidat der Theologie aufgenommen.
Er ging nach Sondershausen und gab einige Jahre Privatunterricht, 1793 war er Hauslehrer in der Familie des Geheimrats Adolf Weise. In dieser Zeit erarbeitete er Predigten, die er auch öffentlich vortrug.
Nach dem Tod des Diakons Ephraim Heinrich Törpe erhielt er 1799 die 3. Predigerstelle an der Kirche in Sondershausen, nachdem die Wahl des Magistrats und der Bürgerschaft fast einstimmig auf ihn gefallen war. Am 13. Oktober 1799 erfolgte seine Ordination. Die Wahl wurde später vom Fürsten Günther Friedrich Carl I. bestätigt. 1805 wurde er als Oberpfarrer nach Greußen berufen und war dort gleichzeitig für die Schulaufsicht in der Stadt zuständig. Am 29. Dezember 1823 erteilte ihm Fürst Günther Friedrich Carl I. den Titel eines Konsistorialrats.
Gimmerthal war seit 1801 mit Sophie Juliane Wilhelmine (* 4. Juni 1780 in Kranichborn; † 25. Juli 1825 in Greußen), der ältesten Tochter des Pfarrers Hippolytus August Christian Wipprecht (1739–1810) in Großfurra, verheiratet. Gemeinsam hatten sie sechs Kinder, von denen jedoch nur zwei ihre Eltern überlebten.